# Nortji Dinamoeli
Nortji Dinamoeli (georgiska: საფეხბურთო კლუბი ნორჩი დინამოელი, Sapechburto Klubi Nortji Dinamoeli) är en georgisk fotbollsklubb från huvudstaden Tbilisi. Klubben spelar i Pirveli Liga sedan man flyttats upp år 2006. 

## Historia
Klubbens föregångare, Dinamo-2 Tbilisi, bröt sig loss från FK Dinamo Tbilisi i juli 1949 och nybildades som Tbilisi. Klubben spelade i Umaghlesi Liga säsongen 1999/2000 men flyttades ned två år i rad vilket innebar att klubben år 2001 höll till i Meore Liga. År 2006 lyckades Nortji Dinamoeli att ta sig upp till Pirveli Liga igen. 
I nästa säsong gick klubben samman med Merani Tbilisi och spelade under klubbnamnet Nortji Dinamo-Merani B. Efter att Merani flyttats ner och stötte på finansiella problem bröt Nortji med klubben.

## Säsonger
| Säsong  | Liga           | Pos. | Sp. | V  | O  | F  | GM | IM | P  | Cup            | Tränare     |                  |
| ------- | -------------- | ---- | --- | -- | -- | -- | -- | -- | -- | -------------- | ----------- | ---------------- |
| 1995–96 | Pirveli Liga   | 2    | 36  | 26 | 3  | 7  | 99 | 27 | 81 |                |             |                  |
| 1996–97 | Pirveli Liga   | 5    | 38  | 20 | 10 | 8  | 95 | 33 | 70 |                |             |                  |
| 1998–99 | Pirveli Liga   | 1    | 26  | 24 | 0  | 2  | 79 | 17 | 72 |                | Uppflyttade |                  |
| 1999–00 | Umaglesi Liga  | 14   | 14  | 3  | 2  | 9  | 12 | 26 | 25 | Åttondelsfinal | Nedflyttade |                  |
| 2001–02 | Pirveli Liga   | 11   | 22  | 5  | 1  | 16 | 17 | 47 | 16 |                | Nedflyttade |                  |
| 2005-06 | Meore Liga öst | 1    | 30  | 22 | 6  | 2  | 82 | 12 | 72 |                | Uppflyttade |                  |
| 2006-07 | Pirveli Liga   | 8    | 34  | 16 | 4  | 14 | 50 | 49 | 52 | 16-delsfinal   |             |                  |
| 2007-08 | Pirveli Liga   | 10   | 27  | 1  | 7  | 19 | 20 | 70 | 10 | 16-delsfinal   |             |                  |
| 2008-09 | Pirveli Liga   | 10   | 30  | 3  | 7  | 20 | 28 | 72 | 16 | 32-lagsrundan  |             |                  |
| 2009-10 | Pirveli Liga   | 8    | 28  | 9  | 5  | 14 | 38 | 57 | 32 | 32-lagsrundan  |             | Valeri Gagua     |
| 2010-11 | Pirveli Liga   | 10   | 32  | 10 | 5  | 17 | 39 | 58 | 35 | 32-lagsrundan  |             | Valeri Gagua     |
| 2011-12 | Pirveli Liga   | 1    | 19  | 14 | 7  | 4  | 48 | 28 | 44 | 32-lagsrundan  |             | Zorbeg Ebralidze |
| 2012-13 | Meore Liga öst |      |     |    |    |    |    |    |    |                |             |                  |

## Meriter
Pirveli Liga
- Mästare: 1999/2000

Meore Liga
- Mästare 1994-1995 (östra zonen)
- Mästare 1996-1997 (östra zonen) (Nortji-2 Dinamoeli)
- Mästare 1998-1999 (östra zonen) (Nortji-2 Dinamoeli)
- Mästare 2002-2003 (östra zonen)
- Mästare 2005-2006 (östra zonen)